# Base (algebra lineare)
In matematica, e più precisamente in algebra lineare, la base di uno spazio vettoriale è un insieme di vettori linearmente indipendenti che generano lo spazio. In modo equivalente, ogni elemento dello spazio vettoriale può essere scritto in modo unico come combinazione lineare dei vettori appartenenti alla base.
Se la base di uno spazio vettoriale è composta da un numero finito di elementi allora la dimensione dello spazio è finita. In particolare, il numero di elementi della base coincide con la dimensione dello spazio.

## Definizione nel caso di dimensione finita
Sia {\displaystyle V} uno spazio vettoriale su un campo {\displaystyle K}. L'insieme {\displaystyle \mathbf {v} _{1},\mathbf {v} _{2}\dots \mathbf {v} _{n}} di elementi di {\displaystyle V} è una base di {\displaystyle V} se valgono entrambe le seguenti proprietà:
- I vettori {\displaystyle \mathbf {v} _{1},\mathbf {v} _{2}\dots \mathbf {v} _{n}} sono linearmente indipendenti in {\displaystyle K}, ovvero la relazione:

{\displaystyle \sum _{i=1}^{n}a_{i}\mathbf {v} _{i}=a_{1}\mathbf {v} _{1}+a_{2}\mathbf {v} _{2}+\cdots +a_{n}\mathbf {v} _{n}=\mathbf {0} }
è verificata solo se i numeri {\displaystyle a_{1},a_{2},\dots ,a_{n}\in K} sono tutti uguali a zero.
- I vettori {\displaystyle \mathbf {v} _{1},\mathbf {v} _{2}\dots \mathbf {v} _{n}} generano {\displaystyle V}, ovvero:

{\displaystyle V=\mathrm {Span} (\mathbf {v} _{1},\ldots ,\mathbf {v} _{n}):=\{a_{1}\mathbf {v} _{1}+\cdots +a_{n}\mathbf {v} _{n}\ |\ a_{1},\ldots ,a_{n}\in K\}}
In particolare, per ogni vettore {\displaystyle \mathbf {v} } di {\displaystyle V} i numeri {\displaystyle a_{1},a_{2}\dots a_{n}} sono le sue coordinate rispetto alla base scelta.
Si dice anche che i vettori {\displaystyle \{\mathbf {v} _{i}\}} appartenenti a una qualsiasi base di {\displaystyle V} costituiscono un sottoinsieme massimale di vettori linearmente indipendenti dello spazio. Questo significa che i vettori {\displaystyle \{\mathbf {v} _{i}\}} sono tali che esistono {\displaystyle a_{1},a_{2}\dots a_{n}} tali che:
{\displaystyle \sum _{i=1}^{n}a_{i}\mathbf {v} _{i}+\mathbf {w} =\mathbf {0} \qquad \forall \mathbf {w} \neq \mathbf {v} _{i},\mathbf {w} \in V}
ossia l'aggiunta al sottoinsieme massimale di un qualsiasi altro elemento dello spazio determina la dipendenza lineare degli elementi del sottoinsieme.
Una base è dunque composta da un minimo numero di vettori generatori dello spazio. Uno spazio vettoriale non banale con un campo infinito possiede infinite possibili basi diverse.

### Dimensione di uno spazio vettoriale
Uno spazio vettoriale in generale non ha una sola base, e solitamente si trattano spazi con infinite basi possibili. Il teorema della dimensione per spazi vettoriali afferma che tutte le possibili basi di uno stesso spazio hanno la stessa cardinalità, sono formate cioè sempre dallo stesso numero di vettori. Questo numero è la dimensione dello spazio, e permette di definire spazi di dimensione arbitrariamente alta. La dimensione dello spazio è inoltre uguale sia al massimo numero di vettori indipendenti che esso contiene, sia al minimo numero di vettori necessari per generare lo spazio stesso.

## Esistenza
Qualsiasi sia lo spazio vettoriale {\displaystyle V}, è sempre possibile trovarne una base. La dimostrazione richiede l'uso del lemma di Zorn nel caso generale, mentre nel caso particolare degli spazi finitamente generati esistono dimostrazioni più semplici.

### Dimostrazione
Si proverà che ogni spazio vettoriale ha una base, cioè ogni spazio vettoriale ha un insieme massimale linearmente indipendente. Sia {\displaystyle V} uno spazio vettoriale su un campo {\displaystyle \mathbb {K} }, {\displaystyle \{\mathbf {v} _{1},\mathbf {v} _{2},\dots ,\mathbf {v} _{n}\}\subseteq V} è linearmente indipendente se {\displaystyle a_{1}\mathbf {v} _{1}+a_{2}\mathbf {v} _{2}+\dots +a_{n}\mathbf {v} _{n}=0\iff a_{i}=0,\forall i=0,1,\dots ,n}, con {\displaystyle a_{i}\in \mathbb {K} ,\forall i=0,1,\dots ,n}. Se si considera {\displaystyle U\subseteq V}, non necessariamente finito, {\displaystyle U} è linearmente indipendente se ogni sottoinsieme finito di {\displaystyle U} è linearmente indipendente.
Si proverà che per ogni {\displaystyle U\subseteq V}, {\displaystyle U} è linearmente indipendente, esiste un insieme {\displaystyle U\subseteq W\subseteq V} tale che {\displaystyle W} è linearmente indipendente massimale. Innanzitutto, in ogni spazio vettoriale, l'insieme vuoto è linearmente indipendente, ciò scende banalmente dal fatto che una somma vuota è nulla. Si consideri il seguente insieme{\displaystyle F=\{W\subseteq V|U\subseteq W\,{\textrm {e}}\,W\,{\grave {\textrm {e}}}\,{\textrm {linearmente}}\,{\textrm {indipendente}}\}}. Si consideri {\displaystyle (F,\subset )} , il quale è un ordine parziale. Si proverà, ora, che {\displaystyle (F,\subset )} soddisfa le ipotesi del lemma di Zorn. Si osservi che {\displaystyle F} è un insieme non vuoto, in quanto {\displaystyle U\in F} e {\displaystyle U} è linearmente indipendente (per ipotesi). Si proverà, adesso, che {\displaystyle \subset } è induttivo su {\displaystyle F}. Sia {\displaystyle G\subseteq F} una catena in {\displaystyle F}. Si proverà che {\displaystyle \cup G} è un maggiorante di {\displaystyle G} in {\displaystyle F}. Si supponga, per assurdo, che {\displaystyle \cup G} non sia linearmente indipendente, ovvero esistono {\displaystyle n\in \mathbb {N} } e {\displaystyle \mathbf {v} _{1},\mathbf {v} _{2},\dots ,\mathbf {v} _{n}\in \cup G}, e {\displaystyle \lambda _{1},\lambda _{2},\dots ,\lambda _{n}\in F} non tutti nulli tali che {\displaystyle \sum _{i=1}^{n}\lambda _{i}\mathbf {v} _{i}=0}. Dato che {\displaystyle \mathbf {v} _{1},\mathbf {v} _{2},\dots ,\mathbf {v} _{n}\in \cup G}, allora {\displaystyle \mathbf {v} _{i}\in U_{i},\forall i=1,2,\dots ,n}. Sia {\displaystyle U^{*}=\max\{U_{1},U_{2},\dots ,U_{n}\}}, il quale esiste in quanto si sta operando in una catena. Allora {\displaystyle U^{*}\in G}, e inoltre {\displaystyle \{\mathbf {v} _{1},\mathbf {v} _{2},\dots ,\mathbf {v} _{n}\}\subseteq U^{*}}. Dunque, per quanto detto sopra, {\displaystyle \sum _{i=1}^{n}\lambda _{i}\mathbf {v} _{i}=0}, segue che {\displaystyle U^{*}} non è linearmente indipendente, contro l'ipotesi che {\displaystyle U\in F}. Di conseguenza, {\displaystyle U^{*}} deve essere linearmente indipendente, a fortiori, {\displaystyle \cup G} è linearmente indipendente.
Dunque {\displaystyle (F,\subset )} soddisfa le condizioni del lemma di Zorn. Quindi, in {\displaystyle F}, esistono elementi massimalei che estendono l'insieme {\displaystyle U}. Ognuno di essi è una base di {\displaystyle V} che estende {\displaystyle U} stesso. In particolare, essendo l'insieme vuoto linearmente indipendente, si conclude che esiste una base in ogni spazio vettoriale.

## Coordinate rispetto ad una base
Per esprimere un vettore in modo unico attraverso una base è necessario definire un ordinamento nell'insieme dei vettori che costituiscono la base. Una base ordinata è una successione di vettori linearmente indipendenti che generano lo spazio. In particolare, se la successione {\displaystyle \mathbf {v} _{1},\mathbf {v} _{2}\dots \mathbf {v} _{n}} di elementi è una base ordinata di {\displaystyle V}, allora l'insieme di tali vettori è una base di {\displaystyle V}.
Ogni vettore {\displaystyle \mathbf {w} \in V} si può scrivere in modo unico come combinazione lineare dei vettori di base:
{\displaystyle \mathbf {w} =\sum _{i=1}^{n}a_{i}\mathbf {v} _{i}}
Si definisce l'insieme delle coordinate di {\displaystyle \mathbf {w} } rispetto alla base data il vettore:
{\displaystyle \mathbf {a} =(a_{1},a_{2},\cdots ,a_{n})}
Si tratta del vettore che ha come componenti i coefficienti della combinazione lineare di vettori di base attraverso i quali si può scrivere {\displaystyle \mathbf {w} }. Tale vettore dipende dalla base scelta.
La mappa {\displaystyle f:V\to K^{n}} che associa ad ogni vettore {\displaystyle \mathbf {v} } le sue coordinate {\displaystyle f(\mathbf {v} )} è un isomorfismo di spazi vettoriali, cioè è una applicazione lineare biettiva.

### La base canonica
Sia {\displaystyle K} un campo. L'insieme {\displaystyle K^{n}} è uno spazio vettoriale di dimensione {\displaystyle n}. Si definisce base canonica di {\displaystyle K^{n}} l'insieme di vettori:
{\displaystyle \mathbf {e} _{1}=(1,0,\cdots ,0)}
{\displaystyle \mathbf {e} _{2}=(0,1,\cdots ,0)}
{\displaystyle \cdots }
{\displaystyle \mathbf {e} _{n}=(0,0,\cdots ,1)}
Ogni vettore {\displaystyle \mathbf {w} \in K^{n}} si può allora scrivere come combinazione lineare dei vettori di base:
{\displaystyle \mathbf {w} =\sum _{i=1}^{n}a_{i}\mathbf {e} _{i}}
Il vettore:
{\displaystyle \mathbf {a} =(a_{1},a_{2},\cdots ,a_{n})}
è il vettore delle coordinate di {\displaystyle \mathbf {w} } rispetto alla base canonica. Solitamente si identifica un vettore attraverso le sue coordinate rispetto alla base canonica, ovvero {\displaystyle \mathbf {w} =\mathbf {a} }.
Ad esempio, i vettori {\displaystyle \mathbf {e} _{1}=(1,0)} ed {\displaystyle \mathbf {e} _{2}=(0,1)} sono una base di {\displaystyle \mathbb {R} ^{2}}, infatti ogni vettore {\displaystyle \mathbf {c} =(a,b)} si scrive come:
{\displaystyle (a,b)=a(1,0)+b(0,1)=a\mathbf {e} _{1}+b\mathbf {e} _{2}}

## Generalizzazioni in dimensione infinita
Il concetto di base in spazi di dimensione infinita (in cui cioè esista un insieme infinito di vettori linearmente indipendenti) è più problematico. Per tali spazi esistono due nozioni differenti di base: la prima, detta base di Hamel, è definita algebricamente, mentre la seconda, detta base di Schauder, necessita della presenza di una topologia.

### Base di Hamel
Una base di Hamel per uno spazio vettoriale {\displaystyle V} è un insieme {\displaystyle \{v_{i}\}_{i\in I}} di vettori linearmente indipendenti, parametrizzato da un insieme ordinato {\displaystyle I} di indici, tale che ogni vettore {\displaystyle v} di {\displaystyle V} è combinazione lineare di un insieme finito di questi.
Nel caso in cui {\displaystyle I} è un insieme finito, la definizione coincide con quella data precedentemente.
Grazie al lemma di Zorn ogni spazio vettoriale ha una base di Hamel, ed inoltre due basi di Hamel qualsiasi di uno stesso spazio vettoriale hanno la stessa cardinalità, che è pari alla dimensione (di Hamel) dello spazio vettoriale. Infine, continua a rimanere vero il fatto che ogni vettore dello spazio {\displaystyle V} si scrive in modo unico come combinazione lineare dei vettori di una base di Hamel.
Ad esempio, una base di Hamel per lo spazio vettoriale {\displaystyle V=K[x]} formato da tutti i polinomi a coefficienti in un campo {\displaystyle K} è data dall'insieme di tutti i monomi:
{\displaystyle \{x^{i}\}_{i\in \mathbb {N} }=\{1,x,x^{2},x^{3},\ldots \}}
Infatti ogni polinomio {\displaystyle a_{n}x^{n}+\ldots a_{1}x+a_{0}} è combinazione lineare di un insieme finito di questi.
L'insieme dei numeri reali può essere considerato uno spazio vettoriale su {\displaystyle \mathbb {Q} }. Ne consegue che ogni numero reale può essere espresso come combinazione lineare finita di elementi presi da un sottoinsieme proprio di {\displaystyle \mathbb {R} }: tale sottoinsieme non potrà essere finito o numerabile poiché {\displaystyle \mathbb {R} } ha la potenza del continuo (analoghe considerazioni possono essere fatte considerando {\displaystyle \mathbb {C} } come spazio vettoriale su {\displaystyle \mathbb {Q} }).

### Base di Schauder
Più generalmente per uno spazio topologico è possibile estendere la definizione di Hamel in modo diverso, ammettendo somme infinite di vettori. Il senso di queste somme infinite è infatti dato dalle nozioni di limite di una successione e di serie.
Se {\displaystyle V} è uno spazio vettoriale topologico (ad esempio uno spazio di Hilbert o di Banach), un insieme ordinato {\displaystyle \{v_{i}\}_{i\in I}} di vettori linearmente indipendenti è una base di Schauder (o topologica) se lo spazio da essi generato è denso in {\displaystyle V}. In altre parole, se ogni vettore {\displaystyle v} di {\displaystyle V} può essere approssimato a piacere da somme (finite) di vettori in {\displaystyle \{v_{i}\}_{i\in I}}, e quindi come limite di una somma infinita di questi:
{\displaystyle v=\sum _{i\in I'}(a_{i}-v_{i})}
dove {\displaystyle I'\subset I} è un sottoinsieme numerabile.

#### Problema di esistenza della base di Schauder
Si pone il problema dell'esistenza di una base di Schauder in spazi di Hilbert o di Banach. La risposta, in generale, è negativa: infatti, dalla definizione consegue, in particolare, che uno spazio di Hilbert o di Banach che possiede una base di Schauder deve necessariamente essere separabile (infatti, dallo spazio generato dai {\displaystyle \{v_{i}\}_{i\in I}}, che è denso in {\displaystyle V} è sempre possibile estrarre un sottoinsieme denso e numerabile utilizzando le combinazioni lineari a coefficienti in {\displaystyle \mathbb {Q} })
In uno spazio di Hilbert, è di particolare importanza la nozione di base ortonormale: in uno spazio di Hilbert separabile, una base ortonormale è una base di Schauder.
L'esistenza di una base di Schauder in uno spazio di Banach non è, in genere, assicurata nemmeno aggiungendo l'ipotesi (peraltro necessaria) che si tratti di uno spazio separabile: un controesempio è stato fornito nel 1973 da Per Enflo. Un teorema di Stanisław Mazur mostra che in ogni spazio di Banach (a dimensione infinita) esiste sempre un sottospazio di dimensione infinita che possiede una base di Schauder.
L'esistenza di una base di Schauder consente di estendere alcuni teoremi .

### Cardinalità
Le due nozioni di basi sono generalmente molto differenti, e anche le loro cardinalità possono differire, portando a due concetti diversi di dimensione, chiamati rispettivamente dimensione di Hamel e dimensione di Schauder. La dimensione di Hamel può avere cardinalità superiore a quella di Schauder (pur essendo entrambe infinite).
Ad esempio, sia {\displaystyle V} lo spazio delle funzioni continue reali definite sull'intervallo {\displaystyle [0,2\pi ]}. Questo è uno spazio di Banach con la norma:
{\displaystyle \|f\|=\max _{x\in [0,\pi ]}|f(x)|}
Come conseguenza della teoria delle serie di Fourier, una base di Schauder per {\displaystyle V} è costruita a partire dalle funzioni trigonometriche:
{\displaystyle \{1\}\cup \{\sin(nx),\cos(nx)|n=1,2,3,\ldots \}}
ed ha cardinalità numerabile. Una base di Hamel ha invece cardinalità non numerabile, ed è molto più difficile da costruire (e scarsamente utilizzata).